# Hasan Cemal
Hasan Cemal (prononcé Hassan Djemal), né en 1944 à Istanbul en Turquie, est un journaliste et écrivain turc, petit-fils de Djemal Pacha. Il est nommé rédacteur en chef de Cumhuriyet après le coup d'état, en 1981, jusqu'à 1992, et de Sabah de 1992 à 1998, avant d'écrire pour le Milliyet. En 2013, il démissionne du journal Milliyet, ce dernier ayant refusé de publier sa chronique de retour à la suite de sa suspension par le journal après que le Premier ministre Recep Tayyip Erdoğan a critiqué son article soutenant la publication par le quotidien du procès-verbal d'une visite parlementaire de Abdullah Öcalan.
Il est surtout connu pour avoir reconnu le génocide arménien et s'en être excusé, un crime perpétré en partie par son grand-père Djemal Pacha, Talaat Pacha et Enver Pacha. Son livre de 2012 sur le sujet (écrite en réponse à l'assassinat en 2007 de son ami Hrant Dink) est intitulé 1915: Ermeni Soykırımı (en français : 1915 : Génocide Arménien).

## Biographie
Hasan Cemal est né en 1944 à Istanbul, en Turquie. En 1965, Cemal est diplômé de l'université d'Ankara avec un diplôme en sciences politiques. Il possède des origines géorgienne et circassienne de par sa mère,,,.

## Carrière
Cemal commence à travailler pour l'hebdomadaire Hakkı Devrim en 1969 et, peu après, il devient un représentant du journal Cumhuriyet à Ankara. Entre les années 1981 et 1992, il est le rédacteur en chef du journal Cumhuriyet. Il démissionne en janvier 1992 dû à un litige sur la politique éditoriale du journal. Il devient le rédacteur en chef du journal Sabah en mai 1992, restant en position jusqu'en 1998. Depuis 1998 il  travaille pour le journal Milliyet.
Pendant les périodes de tensions accrues entre le PKK et le gouvernement turc, Hasan Cemal sera connu pour mener des entretiens avec les dirigeants notables du PKK tels que Abdullah Öcalan et Murat Karayılan. En 2013, le journal Milliyet pour qui il écrit le suspend pendant deux semaines après que le Premier ministre Recep Tayyip Erdoğan a critiqué son article soutenant la publication par le quotidien du procès-verbal d'une visite parlementaire de Öcalan. Lorsque le journal Milliyet refuse ensuite de publier sa chronique de retour, il démissionne.

## Génocide arménien
Hasan Cemal a d'abord été un négationniste du génocide arménien. Cependant, après s'être rendu en Arménie et avoir visité le mémorial du génocide arménien à Erevan en 2008, il publie un livre intitulé 1915 : le génocide arménien. Le livre est devenu un best-seller en Turquie,,,,. Cemal écrit dans son livre, « Nier le génocide reviendrait à être complice de ce crime contre l'humanité ». 
Le livre met en lumière « la transformation personnelle » de Cemal et ses expériences en Arménie. Alors que Cemal était en Arménie, il a eu l'occasion de rencontrer et de déjeuner avec Armen Gevorkyan, le petit-fils de Artashes Gevorgyan, l'homme qui a assassiné son grand-père Djemal Pacha en 1922,.
Cemal présente finalement ses excuses à tous les Arméniens pour la part qu'a pris son grand-père dans le génocide arménien,. Cemal a également insisté sur le fait que le gouvernement turc devait également présenter des excuses aux Arméniens pour le génocide arménien.

## Distinctions
Parmi les prix de Hasan Cemal comprennent :
- Prix Fıkra du Doruktakiler ve Gazeteciler Cemiyeti (1989)
- Prix Sedat Simavi pour le journaliste de l'année (1986)